# جان هرسی
جان ریچارد هرسی (به انگلیسی: John Richard Hersey) ‏ (۱۷ ژوئن ۱۹۱۴–۲۴ مارس ۱۹۹۳) مقاله‌نویس، رمان‌نویس، استاد دانشگاه آمریکایی و برنده جایزه پولیتزر برای داستان در سال ۱۹۴۵ بود.

## زندگی‌نامه
جان هرسی به سال ۱۹۱۴ در «تیانجین»، یکی از شهرهای چین چشم به جهان گشود. پدر و مادرش از مبلغان دین مسیحی بودند که برای تبلیغ به آن دیار سفر کرده بودند. هرسی کوچک دهساله بود که به آمریکا آمد و برای همیشه در موطن اصلیش جایگزین شد. در سال ۱۹۳۷ از «دانشگاه ییل» فارغ‌التحصیل شد و تحصیلات فوق عالی خویش را در «دانشگاه کلیر» ادامه داد.
مدتی منشی نویسنده شهیر «سینکلر لوئیس» بود و در این مدت با ادبیات آشنایی بیشتری پیدا کرد. بعدها سردبیر مجله «تایم» گردید و مدتی هم پس از آن سردبیری «لایف» به او واگذار گردید.
در سال ۱۹۴۵ به علت نوشتن کتاب «ناقوسی برای آدانو» جایزه پولیتزر را دریافت کرد و بدین ترتیب مقام ادبی خویش را استوار و محرز نمود. اثر مشهور دیگر هرسی کتاب «دیوار» می‌باشد.
هرسی در  ۲۴ مارس ۱۹۹۳ در سن ۷۸ سالگی در کی وست، فلوریدا درگذشت.

## کتابشناسی
- ناقوسی برای آدانو ترجمه کاوه بلوری
- دیوار